# Clinch megye
Clinch megye az Amerikai Egyesült Államokban, azon belül Georgia államban található. Megyeszékhelye és legnagyobb városa Homerville. Lakosainak száma 6749 fő (2020. április 1.). Clinch megye Atkinson, Ware, Baker, Columbia, Echols és Lanier megyékkel határos.

## Népesség
A megye népességének változása:
| Lakosok száma | 6785 | 6742 | 6708 | 6795 | 6893 | 6749 |
|               | 2010 | 2011 | 2012 | 2013 | 2015 | 2020 |